# Erec
Sir Erec, filho do Rei Lac, é um dos Cavaleiros da Távola Redonda na Lenda Arturiana. Ele aparece em diversas histórias arturianas, mas é mais famoso como protagonista do primeiro romance de Chrétien de Troyes', Erec e Enida. Por causa da relação de Erec e Enida com o conto galês Geraint e Enid, Erec e Geraint são frequentemente confundidos.
Na história de Chrétien de Troyes, Erec encontra sua futura esposa Enide quando em uma missão para derrotar um cavaleiro que havia maltratado uma das serventes da rainha Guinevere. Os dois apaixonam-se e casam-se, mas surge um rumor de que Erec tornou-se preguiçoso com o casamento e abandonara a cavalaria e as aventuras pela vida doméstica. Enide entristeceu-se e reclamou devido a estes rumores e fez com que Erec provasse suas habilidades, tanto para si próprio quanto para sua esposa, disfarçando a aventura como um teste do amor de Enida. Ele a faz acompanhá-lo em uma viagem longa e tortuosa sob a imposição de não dirigir-lhe a palavra sob hipótese alguma. Ela quebra esta imposição diversas vezes para avisá-lo de perigos, e após várias aventuras que provam tanto seu amor quanto suas habilidades, os dois reconciliam-se. Com a morte do Rei Lac, pai de Erec, este herda seu reino.